# Несбит, Эвелин
Флоренс Эвелин Несбит (англ. Florence Evelyn Nesbit) — американская натурщица, актриса, участница кордебалета, одна из «девушек Гибсона». Получила скандальную известность благодаря делу об убийстве её бывшего любовника, архитектора Стэнфорда Уайта, её первым мужем, Гарри Тоу.

## Биография

### Детство и юность
Флоренс Эвелин Несбит родилась 25 декабря 1884 года в Таренте, небольшой деревне недалеко от Питтсбурга, Пенсильвания, США, в семье шотландско-ирландского происхождения. В детстве Эвелин была поразительно красива, но тиха и немного застенчива. Имела младшего брата Говарда.
Семья Несбит переехала в Питтсбург около 1893 года, когда Эвелин была школьницей. Её отец, адвокат Уинфилд Скотт Несбит, умер в том же году, оставив после себя большие долги, его жена и двое детей были почти нищими. В течение многих лет Эвелин с матерью и младшим братом жили за чертой бедности, но, когда она достигла подросткового возраста, её поразительная красота привлекла внимание нескольких местных художников, в том числе Джона Сторма, и Эвелин смогла найти работу натурщицы.

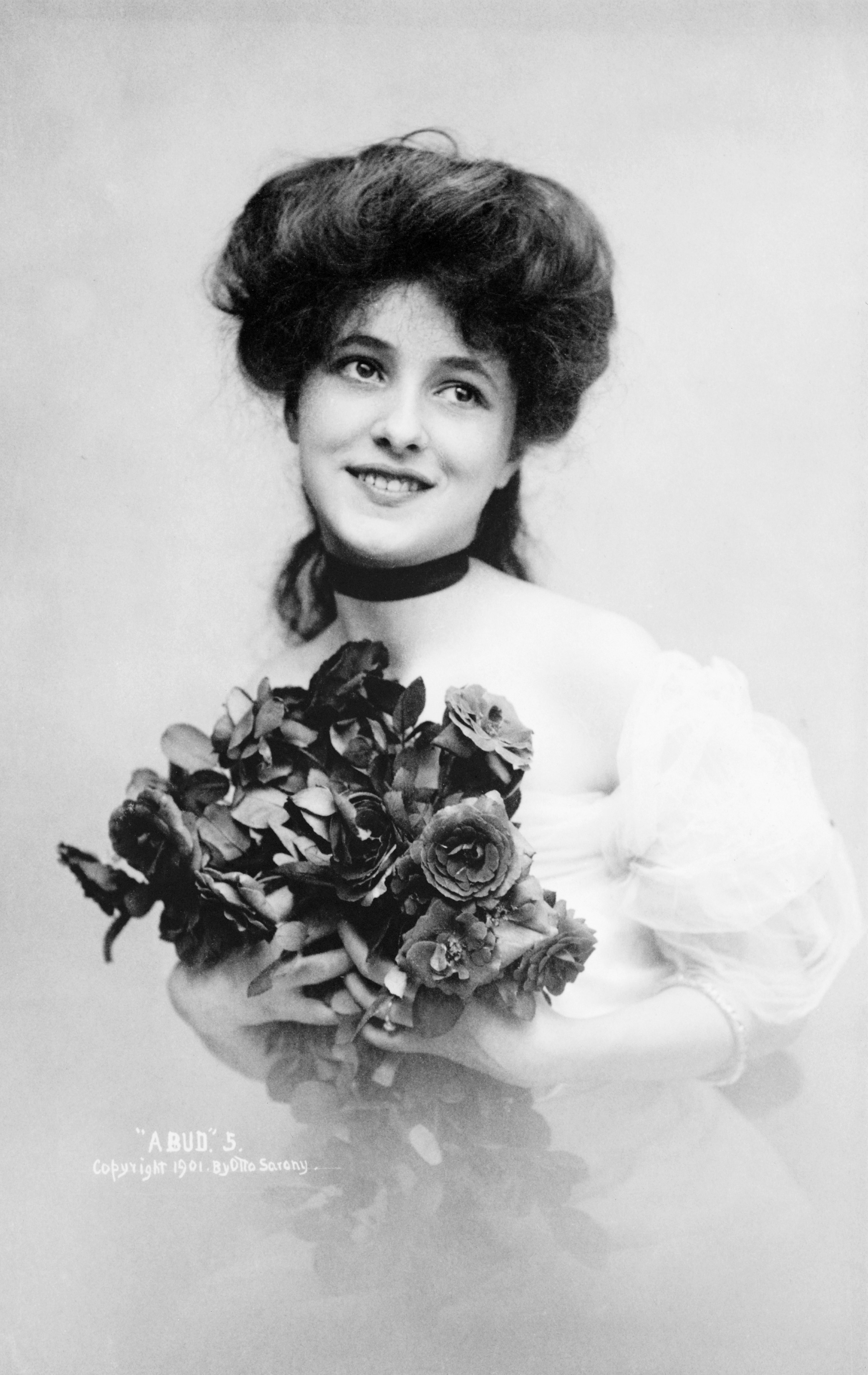
1901 год, фотограф Отто Сарони

### Карьера натурщицы
В 1901 году, когда Несбит было шестнадцать лет, она с матерью переехала в крошечную комнату в доме на 22-й улице в Нью-Йорке. Мать не могла найти работу, и Эвелин убедила её разрешить ей опять позировать натурщицей. Используя письмо от художника из Филадельфии, Эвелин позировала для Джеймса Кэрролла Беквита, который познакомил её с другими нью-йоркскими художниками. Вскоре она начала позировать для Фредерика Стюарта Чёрча, Герберта Моргана, Гертруды Кезебир, Карла Бленнера и фотографа Рудольфа Эйкемейера-младшего.

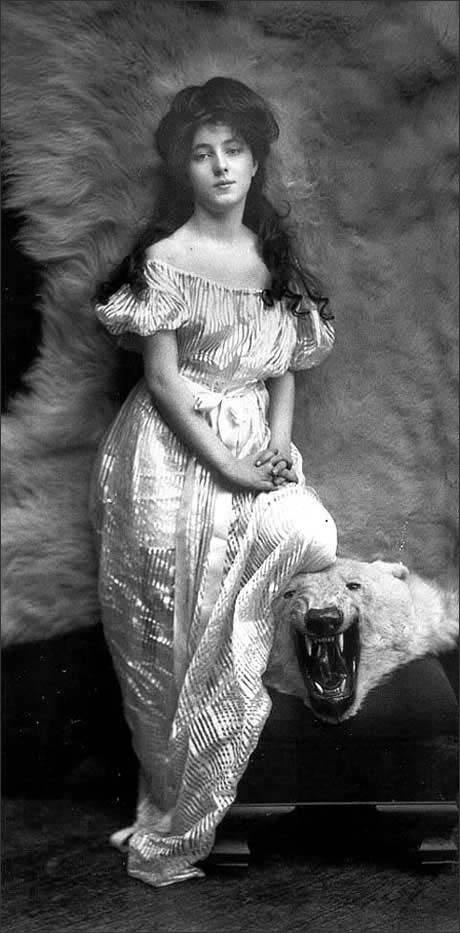
1901 год, фотограф Рудольф Эйкемейер-младший

В конце концов Эвелин стала одной из наиболее востребованных натурщиц Нью-Йорка. Она была обольстительно красива, с длинными, волнистыми рыжими волосами и тонкой, стройной фигурой. Чарльз Дана Гибсон, один из самых популярных в то время художников, нарисовал пером и чернилами профиль Эвелин с рыжими волосами, расположенными в форме знака вопроса. Работа «Вечный вопрос» остаётся одной из самых известных работ Чарльза Гибсона, а Эвелин стала одной из «Девушек Гибсона».
Позирование для модных фотографий, которое становилось всё более популярным в ежедневных газетах, оказалось ещё более прибыльным для Эвелин. Фотограф Джоэл Федер платил ей $5 за полдня съёмок или $10 за полный съёмочный день (около $200 в день в 2006 году). Скоро Эвелин получила более чем достаточно денег, чтобы прокормить свою семью.

### Последующие годы

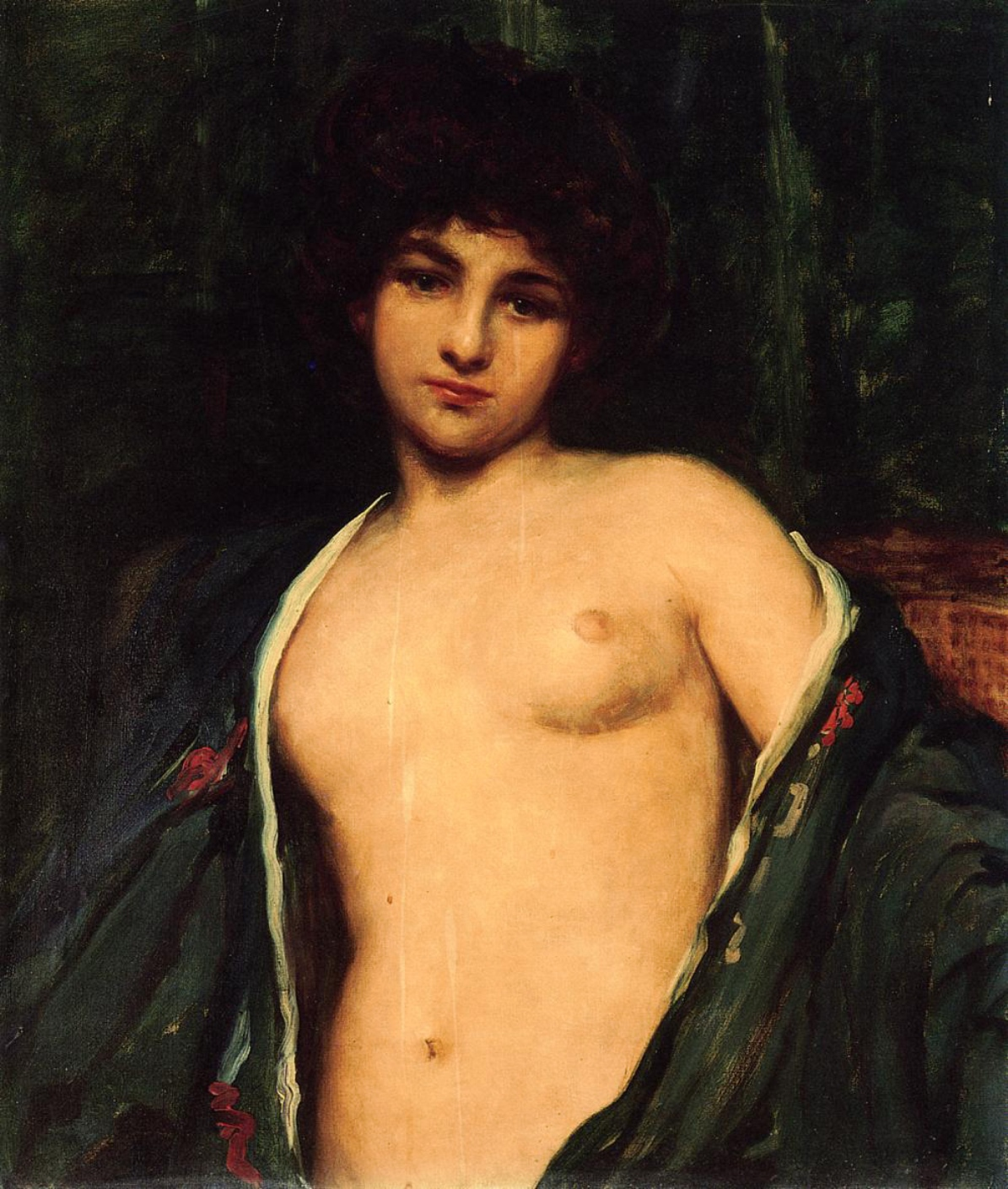
Портрет Эвелин Несбит работы Джеймса Беквита

В годы после второго судебного процесса карьера Несбит как исполнительницы водевилей, актрисы немого кино и менеджера кафе была малоуспешной, её жизнь омрачили попытки самоубийства. В 1914 году она появилась в фильме «Темы судьбы» производства студии «Betzwood» продюсера Зигмунда Любина. В 1916 году, после развода с Гарри Тоу, она вышла замуж за партнёра по танцам, Джека Клиффорда. Он бросил её в 1918 году, но официально оформили развод лишь в 1933 году.
В 1926 году Несбит дала интервью газете «The New York Times», заявив, что она и Гарри Тоу примирились, но возобновления отношений не вышло. Несбит опубликовала две книги воспоминаний: «История моей жизни» (1914) и «Блудные дни» (1934).
Она жила тихо в течение нескольких лет в Нортфилде, Нью-Джерси. Преодолела стремление к самоубийству, алкоголизм, пристрастие к морфину. В последние годы жизни преподавала керамику. Её пригласили быть техническим консультантом фильма «Девушка в розовом платье» (1955).

### Смерть
Умерла в доме престарелых в Санта-Монике, Калифорния 17 января 1967 года, в возрасте 82 лет. Несбит была похоронена на кладбище Святого Креста в Калвер-Сити, Калифорния.

## Отношения

### Стэнфорд Уайт

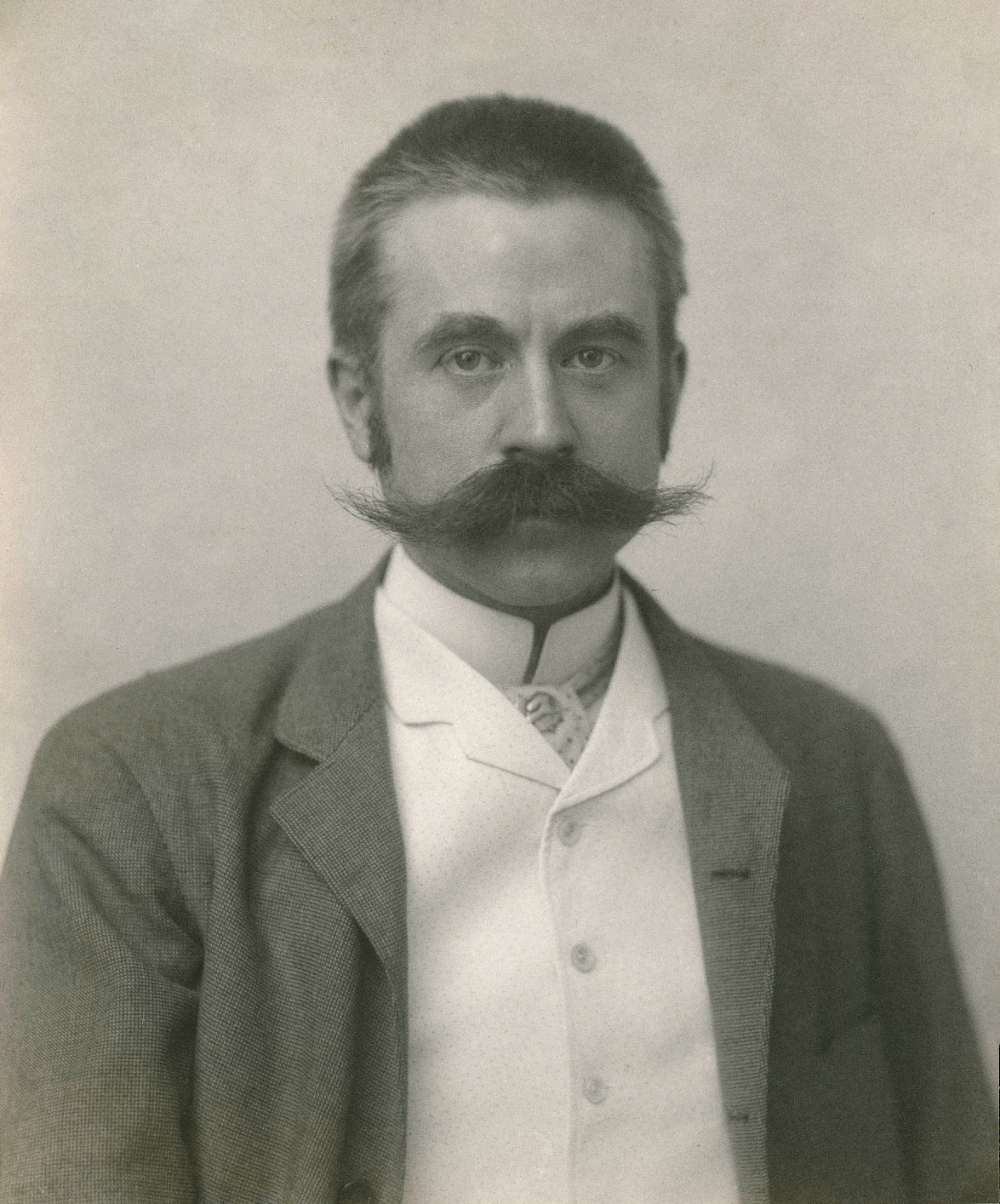
Стэнфорд Уайт

Как участница кордебалета на Бродвее в 1901 году, Несбит была представлена знаменитому архитектору Стэнфорду Уайту Эдной Гудрич, которая была вместе с Несбит в труппе, исполняющей Флородору в казино театра. Стэнфорду Уайту, пресловутому бабнику, известному как «Стэнни» среди близких друзей и родственников, было 47 лет, а Эвелин — 16 лет.
У Стэнфорда Уайта была чердачная квартира на Западной Двадцать Четвёртой улице. В своих мемуарах «Блудные дни» Несбит описала своё пребывание в квартире Уайта, украшенной тяжёлыми красными бархатными шторами и прекрасными картинами. Там Уайт и Реджинальд Роналдс налили ей бокал шампанского и повели наверх, в студию, оснащённую красными бархатными качелями. Хотя ничего плохого не произошло в первый визит, качели позже фигурировали в деле об убийстве. Некоторые источники неправильно описали деятельность, которая послужила основой для фильма 1955 года «Девушка в розовом платье», снятый в «Tower Room» на старом Мэдисон-Сквер-Гарден, где располагался офис Уайта. Несбит свидетельствовала, что качели и связанные с ней действия состоялись в квартире на Западной Двадцать Четвёртой улице. Стэнфорд Уайт говорил, что получает сексуальное удовольствие, качая молодых женщин на качелях. Несбит, давая позже показания в суде, заявила что «голую» выходку с Уайтом устроила просто для его «эстетического» восторга.
Стэнфорд Уайт понравился матери Несбит: она прониклась таким доверием к архитектору, что, уезжая за город, она оставила дочь на попечение Стэнфорду.
Через несколько дней после отъезда матери Несбит позвала в свою квартиру Стэнфорда Уайта, где они ужинали и пили шампанское, прежде чем она оказалась в «Зеркальной комнате». На верхнем этаже, рядом со студией с бархатными качелями, была комната с бархатным зелёным диваном, зеркальными стенами и потолками. Позже после новых порций шампанского пара вернулась вниз, где Несбит примерила жёлтое атласное кимоно. Затем она «потеряла сознание». Она рассказала, что она проснулась в постели, почти раздетая, с Уайтом. Девушка утверждала, что она «вошла в эту комнату девственницей», а вышла уже не ею.
Позже Несбит связала эту историю с миллионером Гарри Тоу после того, как он неоднократно спрашивал, почему она отказалась выйти за него замуж. Позже она вышла за него, но в конце её жизни, Несбит утверждала, что харизматичный «Стэнни» был единственным человеком, которого она когда-либо любила.

### Джон Берримор

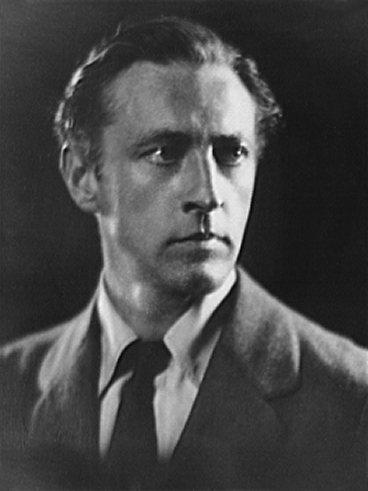
Джон Берримор

С 1901 года, когда Стэнфорд Уайт переключился на другую молодую девственницу, за Несбит ухаживал молодой Джон Берримор. Они познакомились, когда Берримор посетил представление Флородора и послал цветы за кулисы. 19-летний Берримор, выходец из известной театральной семьи, искал работу художника. Мать Эвелин сочла его слишком бедным, чтобы стать подходящим партнёром для 17-летней Несбит. Её мать и Стэнфорд Уайт были в ярости, когда узнали об их отношениях. Однако, Несбит была увлечена мужчиной своего возраста и часто дни напролет проводила в квартире Джона Берримора. Стэнфорд Уайт, по-прежнему оказывающий сильное влияние на её жизнь, хотел отправить девушку в школу-интернат в Уэйне, Нью-Джерси (управляемую матерью режиссёра Сесиля Блаунта де Милля) — отчасти для того, чтобы отдалить её от Джона Берримора. Джон Берримор в то же время предложил брак Несбит в присутствии её матери и Стэнфорда Уайта, но Эвелин отклонила предложение.

### Гарри Тоу
Гарри Тоу впоследствии вытеснил из жизни Несбит и Стэнфорда Уайта, и Джона Берримора. Гарри был сыном угольного и железнодорожного барона. До отношений с Тоу Несбит встречалась с известным игроком в поло Джеймсом «Монти» Уотербери и молодым издателем журнала Робертом Коллиером. Тоу был чрезвычайно властным по отношению к Несбит, владел пистолетом, отличался навязчивым интересом к деталям её отношений с Уайтом, которого он называл «Зверь». Тоу был кокаиновым наркоманом, слыл садистом, подвергающим женщин, в том числе Несбит, физическим наказаниям. Однако после поездки в Европу Несбит наконец приняла повторное предложение руки и сердца Тоу. Они поженились 4 апреля 1905 года, когда Несбит исполнилось двадцать лет.

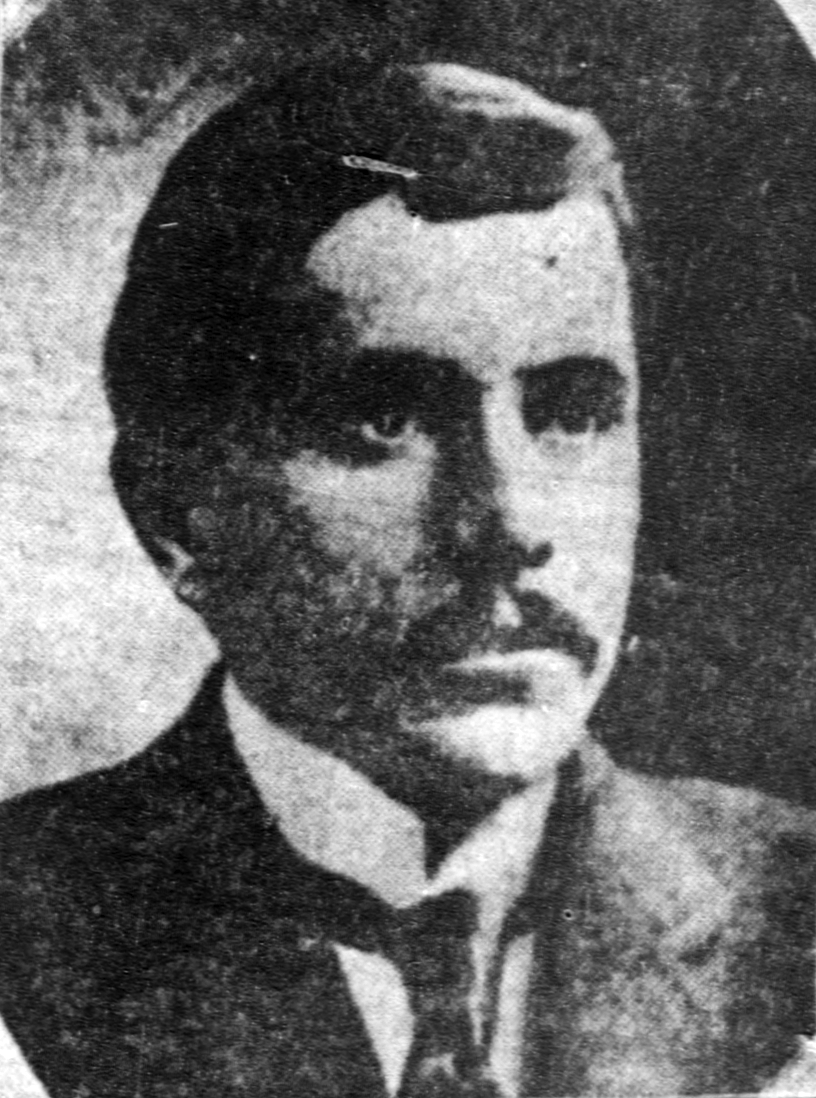
Гарри Тоу, муж Эвелин Несбит

У Несбит родился один ребёнок, Рассел Уильям Тоу, в Берлине 25 октября 1910 года. Ещё мальчиком он снялся в голливудских фильмах вместе с матерью. Далее сын Эвелин принимал участие во Второй мировой войне в качестве лётчика. Кто его отец, неизвестно до сих пор, но в свое время Тоу поклялся, что не он отец ребёнка (Рассел был зачат и рожден во время заключения Тоу), но Несбит всегда настаивала на том, что отцом был именно он.

## Убийство Стэнфорда Уайта
25 июня 1906 года, Несбит и Гарри Тоу увидели Стэнфорда Уайта в ресторане «Café Martin», дальше столкнулись с ним в ту ночь в аудитории на крыше театра Мэдисон-Сквер-Гарден на представлении «Мамзель Шампань» по Эдгару Аллану Вульфу. Во время песни «Я мог любить миллион девушек», Тоу выстрелил три раза с близкого расстояния в лицо Стэнфорда Уайта. Тот умер мгновенно, а Тоу якобы воскликнул: «Вы никогда больше не будете выходить с этой женщиной!». В своей книге «Убийство Стэнфорда Уайта» Джеральд Лангфорд цитирует Тоу, который говорил «Ты испортил мою жизнь», или «Ты испортил мою жену», и «The New York Times» на следующий день заявила, что «Другой свидетель сказал, что было слово „жена“ вместо „жизнь“» в ответ на доклад арестовывающего офицера.
Дело Гарри Тоу по обвинению в убийстве Стэнфорда Уайта дважды рассматривалось судом присяжных. На первом заседании разбирательство зашло в тупик, на втором (на котором Несбит свидетельствовала в пользу Тоу), он был признан невменяемым в момент убийства. Мать Тоу обещала Несбит, что если та заявит, что Стэнфорд Уайт изнасиловал её, а Тоу всего лишь пытался защитить её честь, она получит развод без огласки и один миллион долларов. Несбит получила развод, но так никогда и не увидела этих денег. Сразу же после оправдания Тоу его мать перекрыла Несбит доступ к финансам.
Полученные от семьи Тоу 25 тысяч долларов Несбит назло им пожертвовала в пользу анархистки Эммы Гольдман, а та, в свою очередь, передала их левому журналисту Джону Риду.
Тоу был помещён в Государственную больницу для невменяемых преступников Мэттуон в Биконе, Нью-Йорк, но пользовался почти полной свободой. Он несколько раз пытался бежать в Канаду. В 1913 году он сбежал из больницы и пересёк канадскую границу в Шербрук, Квебек, но был экстрадирован обратно в США. В 1915 году он был выпущен на свободу после того, как был признан здоровым.

## Фильмография
| Год  |   | Русское название      | Оригинальное название | Роль             |
| ---- | - | --------------------- | --------------------- | ---------------- |
| 1907 | ф | Неписаный закон       | The Unwritten Law     | Эвелин Несбит    |
| 1914 | ф | Темы судьбы           | Threads of Destiny    | Мириам Грюнстейн |
| 1915 | ф | Женская месть         | A Woman's Revenge     | Эффи Дорган      |
| 1916 | ф | Счастливый прыжок     | A Lucky Leap          |                  |
| 1917 | ф | Выкуп                 | Redemption            | Элис Лоринг      |
| 1918 | ф | Её ошибка             | Her Mistake           | Роуз Хейл        |
| 1918 | ф | Женщина, которая дала | The Woman Who Gave    | Колетт           |
| 1918 | ф | Я хочу забыть         | I Want to Forget      | Варда Диринг     |
| 1919 | ф | Женщина, женщина!     | Woman, Woman!         | Элис Линдсей     |
| 1919 | ф | Ты не будешь          | Thou Shalt Not        | Руз              |
| 1919 | ф | Падший идол           | A Fallen Idol         | Принцесса Лаон   |
| 1919 | ф | Моя младшая сестра    | My Little Sister      | Старшая сестра   |
| 1922 | ф | Скрытая женщина       | The Hidden Woman      | Энн Весли        |

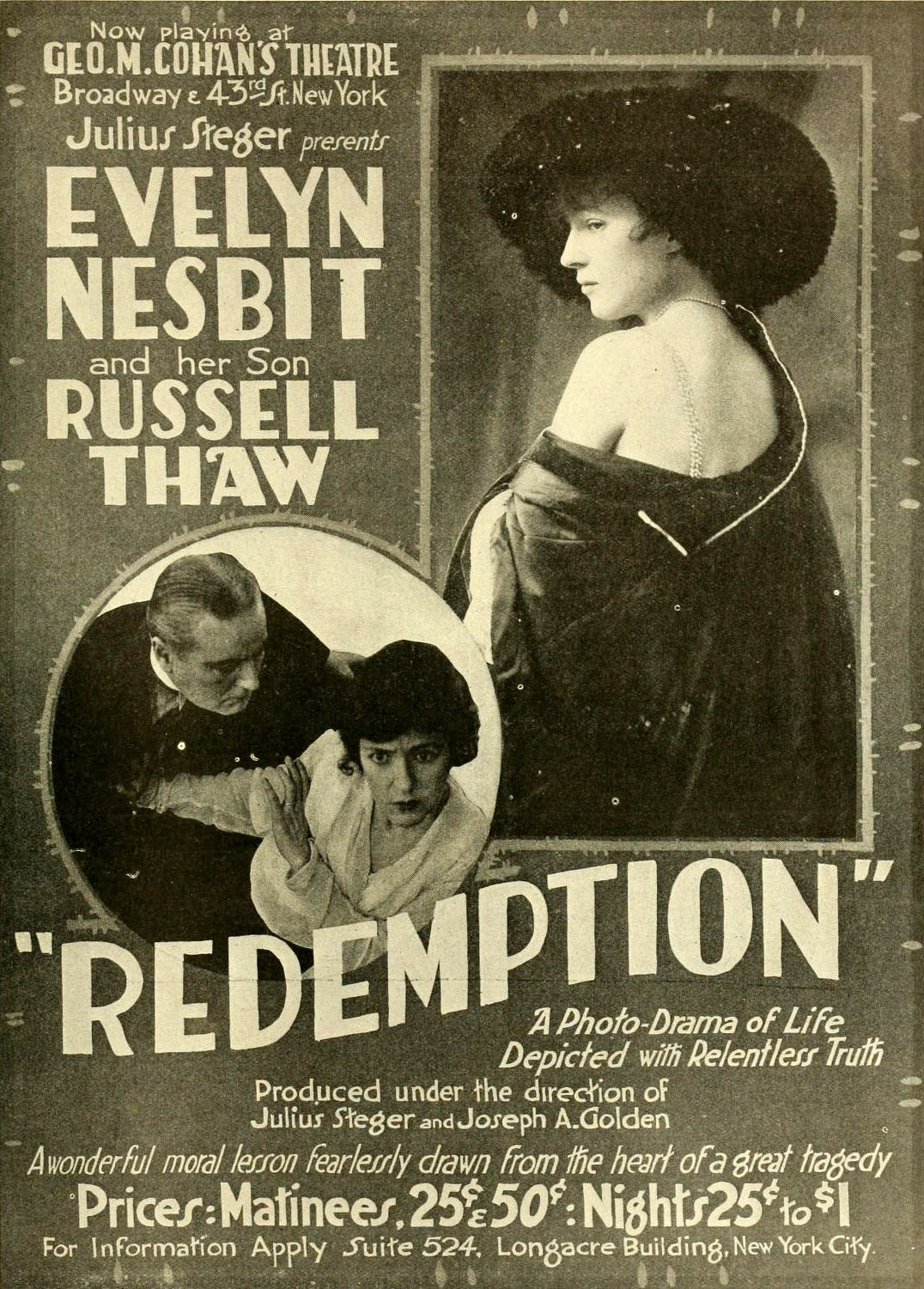
Redemption (1917)
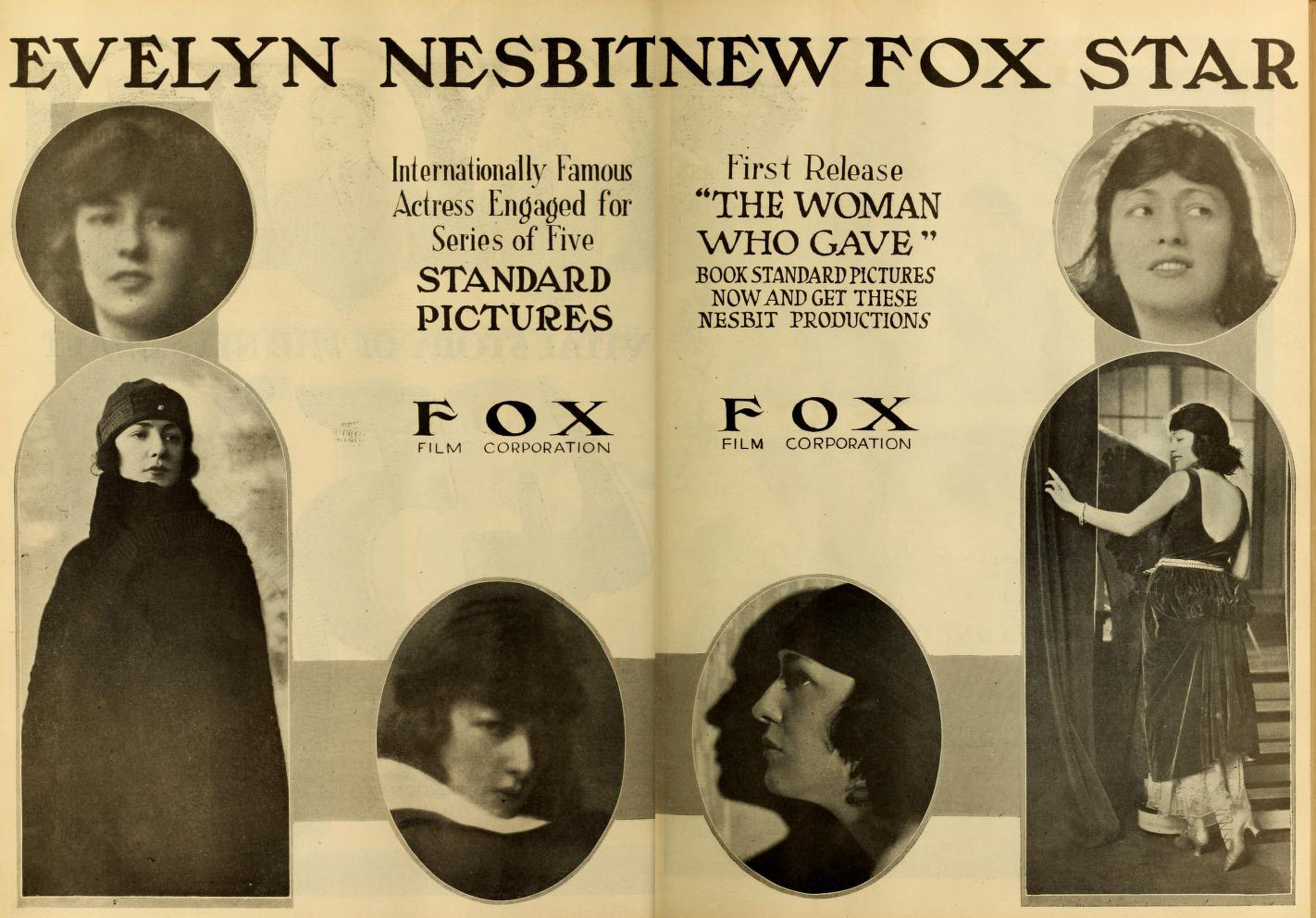
The Woman Who Gave (1918)
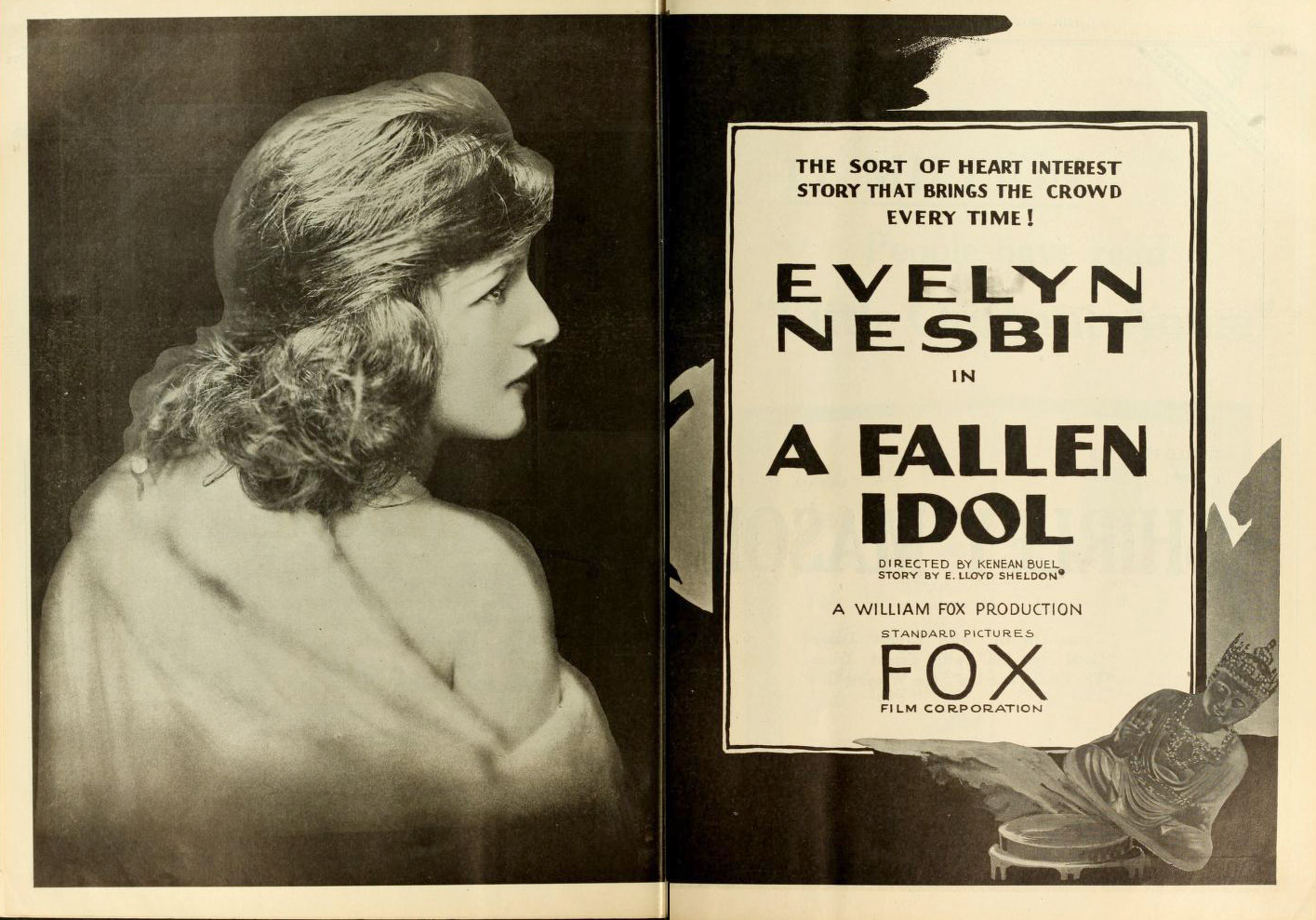
A Fallen Idol (1919)

## В популярной культуре
- Чарльз Дана Гибсон использовал Эвелин как вдохновение для его иллюстраций «Девушек Гибсона».
- Писательница Люси Монтгомери использовала фотографию Несбит из «Metropolitan Magazine» и повесила её на стену в спальне — в качестве модели для героини книги Аня из Зелёных Мезонинов (1908)[11].
- В «Джонни получил своё ружьё» Далтона Трамбо, в главе 14, герой «Бонни» спрашивает главного героя, выглядит ли она как Эвелин Несбит Тоу, потому что «все её мужья сказали, что она выглядела как [она]».
- В романе «Лаура Вархолик, или Сексуальный интеллект» (2007) Александра Терукса использовали фотографию Несбит на обложке.
- Одна из сюжетных линий романа Лоренса Доктороу «Рэгтайм» включает в себя историю убийства Стэнфорда Уайта, и рассказ о том, как это привело к широкой известности Эвелин. В мюзикле, поставленном по этому роману, персонаж Эвелин участвует в песнях «Преступление века» и «Атлантик-Сити».

### Реальные
- «Архитектор Желания» — Сюзанна Лессард (правнучка Уайта)
- «Гламурные Грешники» — Фредерик Л. Коллинз
- «Эвелин Несбит и Стэнфорд Уайт: Любовь и смерть в позолоченный век» — Майкл Муни
- «Поиск Анны из Зелёных Мезонинов» — Ирен Гаммель
- «Убийство Стэнфорда Уайта» — Джеральд Лангфорд
- «Предатель» — Гарри К. Тоу
- «Девушка в розовом платье» — Чарльз Сэмуелс
- «История моей жизни» — Эвелин Несбит Тоу — 1914
- «Блудные дни» — Эвелин Несбит Тоу — 1934
- «Американская Ева: Эвелин Несбит, Стэнфорд Уайт, Рождение девочки и „Преступление века“» — Паула Урубуру — 2008

### Вымышленные
- «Девушка в розовом платье» (фильм 1955 года)
- Исторический роман 1975 года «Рэгтайм» Е. Л. Доктороу была адаптирована в двух работах ниже:
  - Фильм «Рэгтайм»
  - Мюзикл «Рэгтайм»
- «Американское слабоумие» — длинная повествовательная поэма Китома Майяра (1994)
- «Мой возлюбленной мужчина на Луне» — пьеса Дона Нигро
- «Девочка надвое» — фильм Клода Шаброля (2007)
- «Подпольная империя» — телесериал — героиня Джиллиан основана на образе Эвелин Несбит (2010)